# La Haye-Pesnel
La Haye-Pesnel är en kommun i departementet Manche i regionen Normandie i norra Frankrike. Kommunen ligger i kantonen La Haye-Pesnel som tillhör arrondissementet Avranches. År 2022 hade La Haye-Pesnel 1 261 invånare.

## Befolkningsutveckling
Antalet invånare i kommunen La Haye-Pesnel
| Referens: INSEE |